# (851) Zeissia
(851) Zeissia est un astéroïde de la ceinture principale découvert le 2 avril 1916 par l'astronome russe Sergueï Beljawsky. Sa désignation provisoire était 1916 S26.